# Чапчал-Сибоський автономний повіт
43°48′07″ пн. ш. 81°05′14″ сх. д. / 43.801944° пн. ш. 81.087222° сх. д.
Чапчал-Сибоський автономний повіт (кит. 察布查尔锡伯自治县, пін. Chábùchá'ĕr Xībó Zìzhìxiàn, трансліт. Qapqal) — один із повітів КНР у складі Ілі-Казахської автономної області, СУАР. Адміністративний центр — містечко Чапчал.

## Географія
Чапчал-Сибоський автономний повіт лежить у західній частині префектури на північ від гірського пасма Кетмень і на південь від річки Ілі.

### Клімат
Повіт лежить у зоні, що характеризується вологим континентальним кліматом зі спекотним літом. Найтепліший місяць — липень із середньою температурою 24,1 °C. Найхолодніший місяць — січень, із середньою температурою −9,2 °С.
| Клімат повіту Чапчал-Сибо                           | Клімат повіту Чапчал-Сибо | Клімат повіту Чапчал-Сибо | Клімат повіту Чапчал-Сибо | Клімат повіту Чапчал-Сибо | Клімат повіту Чапчал-Сибо | Клімат повіту Чапчал-Сибо | Клімат повіту Чапчал-Сибо | Клімат повіту Чапчал-Сибо | Клімат повіту Чапчал-Сибо | Клімат повіту Чапчал-Сибо | Клімат повіту Чапчал-Сибо | Клімат повіту Чапчал-Сибо | Клімат повіту Чапчал-Сибо |
| Показник                                            | Січ.                      | Лют.                      | Бер.                      | Квіт.                     | Трав.                     | Черв.                     | Лип.                      | Серп.                     | Вер.                      | Жовт.                     | Лист.                     | Груд.                     | Рік                       |
| Середній максимум, °C                               | −2,5                      | 1,1                       | 11,9                      | 21,6                      | 26,4                      | 30,3                      | 32,2                      | 31,1                      | 26,5                      | 18,8                      | 8,8                       | 0,1                       | 17,2                      |
| Середня температура, °C                             | −9,2                      | −5                        | 5                         | 13,5                      | 18,5                      | 22,6                      | 24,1                      | 22,7                      | 17,5                      | 9,9                       | 2                         | −5,6                      | 9,7                       |
| Середній мінімум, °C                                | −14,5                     | −10,3                     | −0,7                      | 6,6                       | 11,6                      | 15,9                      | 17,4                      | 15,6                      | 10,1                      | 3,4                       | −2,5                      | −10                       | 3,6                       |
| Норма опадів, мм                                    | 18.2                      | 17.7                      | 14.5                      | 23.7                      | 23.3                      | 22.5                      | 24.3                      | 17.3                      | 11.8                      | 19.3                      | 26.5                      | 22.2                      | 241.3                     |
| Вологість повітря, %                                | 80                        | 79                        | 69                        | 57                        | 54                        | 56                        | 58                        | 59                        | 60                        | 69                        | 78                        | 82                        | 67                        |
| --------------------------------------------------- | ------------------------- | ------------------------- | ------------------------- | ------------------------- | ------------------------- | ------------------------- | ------------------------- | ------------------------- | ------------------------- | ------------------------- | ------------------------- | ------------------------- | ------------------------- |
| Джерело: Дані метеостанції № 51430 (КНР, 1991—2020) |                           |                           |                           |                           |                           |                           |                           |                           |                           |                           |                           |                           |                           |